# Águia-gritadeira

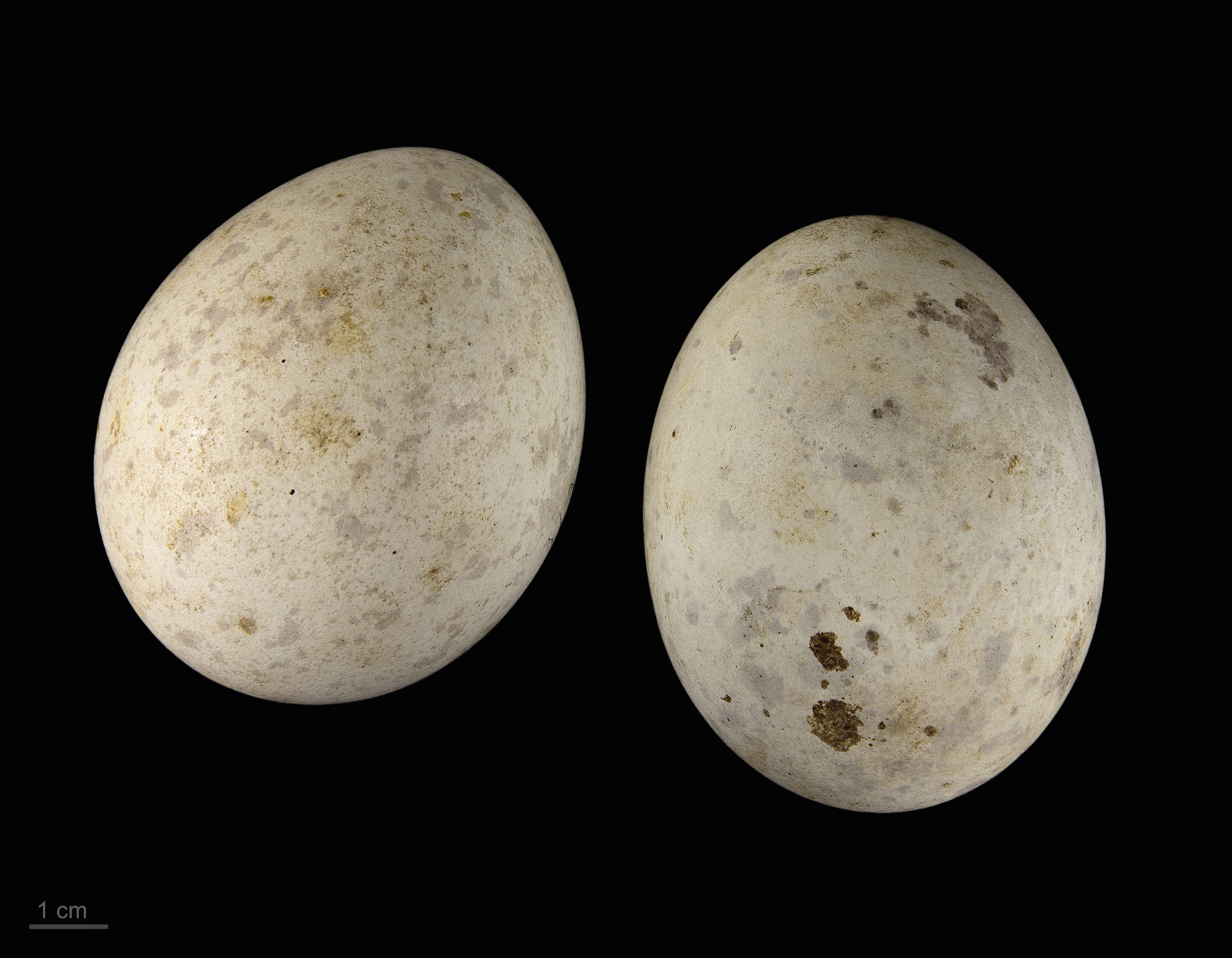
Clanga clanga - MHNT

A águia-gritadeira (Clanga clanga) é uma águia muito semelhante à águia-pomarina, com a qual pode ser facilmente confundida, tanto mais que os seus habitats se sobrepõem e as duas espécies dão origem a híbridos. É toda escura, apresentando malhas apenas na plumagem juvenil. Possui uma "ferradura" branca na base da cauda, tal como a pomarina. Tem um comprimento de 65-72 cm e uma envergadura de asas de 155-180 cm. Reproduz-se no nordeste da Europa em florestas densas, próximo de rios ou lagos.
Em Portugal esta espécie é rara, mas nos últimos anos tem sido observada a presença de um ou dois indivíduos invernantes, principalmente no estuário do Tejo.

## Subespécies
A espécie é monotípica (não são reconhecidas subespécies)